# Залбург-Еберсдорф
Залбург-Еберсдорф (њем. Saalburg-Ebersdorf) град је у њемачкој савезној држави Тирингија. Једно је од 76 општинских средишта округа Зале-Орла. Према процјени из 2010. у граду је живјело 3.873 становника. Посједује регионалну шифру (AGS) 16075135.

## Географски и демографски подаци
Залбург-Еберсдорф се налази у савезној држави Тирингија у округу Зале-Орла. Град се налази на надморској висини од 431 метра. Површина општине износи 71,9 km². У самом граду је, према процјени из 2010. године, живјело 3.873 становника. Просјечна густина становништва износи 54 становника/km².